# Striden vid Hatanpää
Striden vid Hatanpää, vad en strid under finska kriget 1808–1809. Striden stod mellan svenska och ryska styrkor den 11 mars 1808 vid Hatanpää, söder om Tammerfors.

## Striden
Under svenskarnas utrymmande av Tammerfors 11 mars 1808 anlände ryska styrkor i form av ett avantgarde kavalleri området vid 5-tiden om morgonen. Dessa, under befäl av Ivan Feodorovitj Jankovitj, anföll först en svensk infanteribataljon vid sjön väster om staden, men efter en kort strid kunde denna fortsätta sin reträtt.
Vid 7-tiden ryckte de ryska styrkorna vidare mot Tammerfors för att erövra dess förråd. Då kosackpatruller anlände var svenska manskapen inte redo att strida. Stabsadjutanten löjtnant Fredrik Ulrik Stackelberg tog då befäl över stabens 12 dragon-ordonnanser, tvingade tillbaka kosackerna och red efter dem till Hatanpää säteri. Här blev hans manskap dock övermannat. Stackelberg försvarade sig en tid vid herrgården fram tills att hans sabelklinga bröts, efter vilket han blev tillfångatagen.
Under tiden hade Carl Johan Adlercreutz, befälhavare i Tammerfors, samlat en skvadron samt en bataljon ur Björneborgs läns infanteriregemente. Med dessa marscherade han ner mot Hatanpää, ställde infanteriet på stranden och anföll sedan fienden med kavalleriet. Adlercreutz föll efter flertalet anfall tillbaka mot sitt infanteri, och då Jankovitj själv saknade infanteri kunde han inte avancera mot dessa. Efter tre timmars strid, då trossen förts bort, vek Adlercreutz undan och slutförde reträtten.